# 森林浴
森林浴（日語：森林浴 Shinrin-yoku，Forest Bathing）是指經常到山林中或者公園裡，呼吸其間自然清新的空氣，並且在其間做簡單適量的活動，如散步、深呼吸等。森林浴是一種古老的健康方式，因為其可以達到沐浴身心的效果，故以此名之。

## 各大森林浴渡假區
台灣
- 陽明山、觀霧、大雪山、奧萬大、合歡山、太平山、太魯閣、阿里山、藤枝、墾丁

## 相關
- 芬多精